# مقاطعة سكوت (مينيسوتا)
مقاطعة سكوت (بالإنجليزية: Scott County)‏ هي إحدى مقاطعات ولاية مينيسوتا في الولايات المتحدة الأمريكية.